# Lettauia cladoniicola
Lettauia cladoniicola är en lavart som beskrevs av David Leslie Hawksworth och Rolf Santesson. Lettauia cladoniicola ingår i släktet Lettauia, och familjen Fuscideaceae. Arten är reproducerande i Sverige.